# Charsianon

Les thèmes en Asie Mineure vers 950.

Charsianon (en grec Χαρσιανόν) est une forteresse importante du plateau anatolien, entre Césarée de Cappadoce et la vallée de l’Halys, et le centre du thème byzantin du même nom. Charsianon est stratégiquement située sur la route Est-Ouest qui relie Constantinople à Mélitène par Ancyre, et sur une route Nord-Sud entre la côte du Pont et Césarée.

## Histoire
Cette position sur des routes d’invasions vaut à Charsianon de tomber aux mains des Arabes en 730, alors que de nouvelles attaques sont repoussées en 831, 843 et 845. La forteresse est alors détachée du thème des Arméniaques et élevée au rang de kleisoura dont la garnison sert de force mobile d’intervention contre les raids arabes. À la faveur de la guerre contre les pauliciens, entre 863 et 872, Charsianon devient un thème à part entière, dont les troupes ont encore à combattre les Arabes à la fin du IXe et au début du Xe siècle, notamment en 886 lorsque la place forte elle-même est visée.
Le thème comprend alors quatre forteresses en plus du kastron éponyme, pour une armée de 4 000 hommes, selon les sources arabes, et son stratège perçoit 20 livres d’or. Son importance dans le contrôle de la frontière ne se dément pas et incite Léon VI à le renforcer en élargissant sa base territoriale : deux tourmes et sept banda des thèmes des Arméniaques, des Bucellaires et de Cappadoce lui sont attribués, ce qui fait du stratège du thème le commandant d’un vaste et puissant district frontalier. À ce titre, il est la cible d’attaques arabes majeures menée par Ali Sayf al-Dawla en 950, 951, 956 et 960, qui dévastent le territoire de Charsianon sans réussir à prendre la forteresse.
De grandes familles byzantines sont originaires du thème et participent à en accroître l’influence : les Doukas, Phocas, Argyroi, et les Maleinoi. Leur puissance fait du thème un foyer potentiel de rébellion à la fin du Xe siècle : Bardas Sklèros y est vaincu en 979, Bardas Phocas se fait probablement proclamer empereur en 987 à Charsianon même, qui était alors propriété des Maleinoi. Basile II, impressionné par la richesse d’Eustathe Maleinos qui l’a reçu magnifiquement dans ses domaines, préfère le ramener à Constantinople et l’y maintenir à résidence, pour ensuite confisquer ses biens à sa mort.
En 1045, le dernier roi bagratide Gagik II d'Arménie obtient des domaines dans le thème et l’installation de réfugiés arméniens entraine des troubles avec la noblesse grecque locale. En 1057, Charsianon soutient la révolte d’Isaac Ier Comnène.
Après la bataille de Manzikert, les Turcs occupent la région, définitivement perdue pour les Byzantins.

## Vestiges
Les vestiges de la forteresse de Charsianon ont été identifiés au village de Mushalem Kalesi, mais le peu qui est connu de sa topographie vient des sources grecques et arabes. Le développement d’un établissement civil autour de la fortification n’y paraît pas antérieur au Xe siècle. Ses faubourgs sont brûlés une première fois par les Arabes en 950. Un des quartiers de la partie méridionale de la ville est appelé « quartier du fer » et une église Saint-Thomas y est localisée.
Des mines de fer sont signalées sur les pentes de la colline ainsi que dans les environs.